# Florești (Remete község)
Florești település Romániában, Fehér megyében. Közigazgatásilag Remete község része.

## Fekvése
Fehér megye északi részén helyezkedik el, Nagyenyedtől nyugatra, Gyulafehérvártól északnyugatra. A Mócvidéknek nevezett néprajzi régióhoz tartozik.[forrás?]

## Története, lakossága
A település huzamosabb ideig Remete része volt, csak 1956 körül vált külön és lett önálló falu. Az 1966-os népszámlálás idején még 83 lakosa volt, nemzetiség szerint mind románok. A 2002-es népszámlálás idején már csak 34 román személy lakta a települést.